# كأس سابورتا 1998–99
كأس سابورتا 1998–99  هو موسم من كأس سابورتا. أقيم خلال الفترة 15 سبتمبر 1998 وحتى 13 أبريل 1999، وشارك فيه  48  فريقاً، وفاز فيه تريفيزو لكرة السلة.